# KADOKAWAグループ
KADOKAWAグループ（カドカワグループ、英: KADOKAWA Group）は、株式会社KADOKAWAとその子会社・関連会社により構成される日本のメディア・コングロマリット、総合エンタテインメントグループ。出版、アニメ、実写映像、ゲーム、Webサービス、教育・Edtechなど幅広い事業を展開している。
講談社を中心とする「音羽グループ」、小学館や集英社が構成する「一ツ橋グループ」と並ぶ国内三大出版社の一角をなし、国内映画業界においても映画製作配給大手4社（東宝、東映、松竹、KADOKAWA）の一つとされている。2025年3月末現在、KADOKAWAの連結子会社は58社、持分法適用関連会社は11社となっている。

## グループ概要
1945年11月10日、富山県出身の国文学者である角川源義が角川書店を創業。1954年に株式会社に改組し、株式会社角川書店（現：株式会社KADOKAWA KEY-PROCESS）を設立。1972年に株式会社富士見書房、1974年に株式会社角川文庫流通センター（現：株式会社ビルディング・ブックセンター）を設立した。
1976年に角川春樹が角川春樹事務所を設立し、映画製作に参入（同社は角川書店とは資本関係のない人的関係会社だったが、平成元年の合併により角川書店の一部となる）。1979年に角川レコードを設立し、音楽・芸能産業へ参入。
1992年10月に角川歴彦が、角川メディアオフィスの社員の大半を引き連れ、メディアワークスを創業（角川お家騒動）。1993年10月にメディアワークス代表の角川歴彦が角川書店の社長に就任したことでメディアワークスは、人的関係会社となる。
1998年11月に角川書店（現・KADOKAWA KEY-PROCESS）が東京証券取引所市場第二部に上場。上場前の1998年3月時点の連結子会社数は7社
1999年4月に出版事業として初の海外拠点となる台湾国際角川書店股份有限公司（現・台灣角川股份有限公司）を設立。
2001年8月、西友から株式を取得したSSコミュニケーションズがグループ入り。2002年、徳間書店から大映の全営業権を取得し、11月に角川大映映画を設立。2002年10月、株式交換によりメディアワークスが角川書店の完全子会社となる。
2003年4月に角川書店（現・KADOKAWA KEY-PROCESS）は会社分割を行い、事業を新設した角川書店（二代目法人）に譲渡し、出版・映像企業の持株会社「角川ホールディングス（角川HD）」となる。2004年、角川HDがメディアリーヴスの株式を取得したことによりその子会社のアスキーとエンターブレインがグループ入り。2005年、角川HDが株式を取得したことにより日本ヘラルド映画及びその子会社のグロービジョン、ヘラルド・エンタープライズがグループ入り。その後株式交換により日本ヘラルド映画を完全子会社化し、商号を角川ヘラルド・ピクチャーズとする。
2006年7月にグループ経営の強化を目的として角川ホールディングス（現・KADOKAWA KEY-PROCESS）が角川グループホールディングス（角川GHD）に商号変更。2009年4月、角川GHDが株式を取得したことにより中経出版及びその子会社の新人物往来社、荒地出版社、樂書舘がグループ入り。2008年3月に角川GHDの連結子会社数は52社となる。2010年3月、アスキー・メディアワークスが株式を取得したことにより株式会社魔法のiらんどがグループ入り。2011年11月、角川GHDがリクルートから株式を取得したことによりメディアファクトリーがグループ入り。
2013年4月1日に角川グループホールディングス（現・KADOKAWA KEY-PROCESS）が角川グループパブリッシングを吸収合併して事業会社に移行。同年6月22日、角川グループホールディングス（現・KADOKAWA KEY-PROCESS）がKADOKAWAに商号変更。同年10月1日にKADOKAWA（現・KADOKAWA KEY-PROCESS）が連結子会社9社を吸収合併。同年12月KADOKAWAが株式を取得したことにより汐文社がグループ入り。
2014年5月21日、KADOKAWAがトランス・コスモスから株式を取得したことによりフロム・ソフトウェアがグループ入り。
2014年10月1日にドワンゴと経営統合し、KADOKAWAとドワンゴの共同持株会社「KADOKAWA・DWANGO（現・KADOKAWA）」を設立。
2019年4月、グループ再編に伴い、ドワンゴ、Gzブレイン、大百科ニュース社がカドカワ株式会社（現・KADOKAWA）の子会社から株式会社KADOKAWA（現・KADOKAWA KEY-PROCESS）の子会社へ異動。DXを推進するためにKADOKAWA Connectedをドワンゴ、KADOKAWAのエンジニアを集めてスタート。
2019年7月、カドカワ株式会社が、ビルディング・ブックセンターとKADOKAWA KEY-PROCESSの株式所有に関わる事業を除く株式会社KADOKAWA（初代法人）の全事業を承継し、事業持株会社「株式会社KADOKAWA（二代目法人）」に商号変更。同時に株式会社KADOKAWA（初代法人）（現・KADOKAWA KEY-PROCESS）は、出版物の製造・物流子会社を束ねる中間持株会社「株式会社KADOKAWA Future Publishing」に商号変更した。
2022年11月、KADOKAWAグループの実質的な人事権を持っていた創業家出身の角川歴彦が株式会社KADOKAWAの役員を辞任。
2023年12月、株式会社KADOKAWA Future Publishingが株式会社KADOKAWA KEY-PROCESS（初代法人）を吸収合併し再び事業会社化、同時に株式会社KADOKAWA Future Publishingは株式会社KADOKAWA KEY-PROCESS（二代目法人）に商号変更した。
2025年4月、デジタル事業の再編に伴い、ドワンゴが、株式会社ブックウォーカー及びKADOKAWA Connectedを吸収合併。

## グループ企業一覧
- 株式会社KADOKAWA（二代目法人） - 出版事業、映像事業、版権事業、デジタルコンテンツ事業、ネットワーク・エンタテインメント・サービス及びコンテンツの企画・開発・運営、動画コミュニティサービスの運営等を行う会社の経営管理及びそれに付帯又は関連する事業を行う事業持株会社。2014年10月にKADOKAWAとドワンゴによる統合会社「株式会社KADOKAWA・DWANGO」として設立。2015年10月に商号を「カドカワ株式会社」に変更。2019年7月に事業持株会社となり、現商号に変更した。

### 子会社
- 株式会社ドワンゴ - ニコニコ事業、モバイル事業（ドワンゴジェイピー・animelo mix）、ライブ事業（ニコニコ超会議、Animelo Summer Live）、教育・EdTech事業、電子書籍取次事業、電子書籍関連サービス事業（BOOK☆WALKER、ニコニコ漫画、読書メーター、NTTドコモの「dマガジン」「dブック」のシステム開発・運用等）
  - 株式会社スパイク・チュンソフト - ゲームソフトの企画・開発・販売。1984年4月に株式会社チュンソフトとして設立。2012年4月にスパイクと合併し、現商号に変更。
    - Spike Chunsoft, Inc. - スパイク・チュンソフトの米国現地法人

  - 株式会社バンタン - クリエイティブ分野に特化したスクール運営（全日制・キャリア・高等学院）。
  - 株式会社バーチャルキャスト - VRコミュニケーションサービス「バーチャルキャスト」の運営。2018年7月株式会社インフィニットループとの共同出資会社として設立され、2023年10月完全子会社化。
  - 株式会社カスタムキャスト - 株式会社S-courtとの共同出資会社。3Dアバター作成アプリ「カスタムキャスト」の開発・運営事業を展開。
  - 株式会社PUBLUS - 電子書籍及び電子出版関連、ソリューションの開発・提供。2024年1月31日に株式会社ACCESSの電子出版事業の会社分割により設立されグループ化[11]。
  - 株式会社GeeXPlus - 英語圏Youtuberによるプロモーションの企画・制作・配信
- 株式会社KADOKAWA KEY-PROCESS - 新刊製造制作工程の内の組版・製版・電子書籍製作、新刊が既刊となった後の重版時修正・製版再調整、新刊同時もしくは既刊からのマルチユース品の製作等。1954年4月に株式会社角川書店（初代法人）として設立。2003年4月に株式会社角川ホールディングス、2006年7月に角川グループホールディングス、2013年6月22日に株式会社KADOKAWA（初代法人）への商号変更を経て2019年7月に株式会社KADOKAWA Future Publishingに商号変更。2023年12月1日に株式会社KADOKAWA KEY-PROCESS（初代法人）を吸収合併し現商号変更。
  - 株式会社ビルディング・ブックセンター - 書籍の荷受・在庫管理・出荷業務および改装・再生の請負業務、一般貨物自動車運送業、グッズの荷受・保管・出荷請負業務、出版物の受注管理・伝票処理業務、書籍の梱包・出荷（店舗直送）業務、書籍のデジタル製造、展示物等の保管業務・配本荷分け業務。2005年10月に明日香ブックセンター、明日香エキスプレス、コオトブックラインを吸収合併。 埼玉県入間郡三芳町に本社がある（2020年、出版製造・物流の拠点となる「ところざわさくらタウン」に一部事業移転）。旧商号は株式会社角川文庫流通センター、株式会社角川書店ブックセンター。
- 株式会社アークライト - ボードゲーム事業（ボードゲームの企画・開発、アナログゲ－ムイベント「ゲームマーケット」の運営、ボードゲーム専門店「ボードゲームステーション」を運営）、TRPG事業（TRPGの企画・開発）、TCG事業（TCG専門ショップ「ホビーステーション」の運営、TCGイベント企画運営・事務局委託業務、TCG企画・開発）[12]
  - 株式会社新紀元社 - 出版社。テーブルトークRPGルールブックやプラモデル情報誌、ライトノベルなどを発行する。
- 株式会社角川アスキー総合研究所 - アスキー事業（アスキーブランドのメディア運営、ECとそれに関わる広告）、リサーチインスティテュート事業（出版、リサーチ）、株式会社KADOKAWAの広告メディアの取扱い業務、プラットフォーム開発事業（システム開発及びSNS運用支援・解析）、ビジネスインキュベーション事業（公募、WEBサイト制作、カスタマーサポート）。2000年2月に株式会社角川デジックスとして設立。2013年7月1日にリサーチ・メディア事業の角川アスキー総合研究所を吸収合併し、現商号に変更。デジタルメディア協会正会員。
- 株式会社KADOKAWA Game Linkage - 「ファミ通」や「ゲームの電撃」ブランドによる出版・ウェブサービス・動画配信のゲームメディア事業、ゲーミングチーム「FAV gaming」のプロデュース、eスポーツイベント企画。2017年7月にカドカワから分離設立[13][14]。2019年7月にGzブレインより商号変更。
- 株式会社KADOKAWA LifeDesign - 生活情報誌「レタスクラブ」の出版・広告事業、 雑誌「３分クッキング」の 出版・広告事業および通販カタログ「毎日が発見」などによるシニア向け通販事業。2009年7月に角川SSコミュニケーションズと千趣会との合弁会社K.Senseとして設立。2016年10月に株式会社毎日が発見 へ変更。2024年10月に現商号へ変更。日本通信販売協会正会員。
- 株式会社汐文社 - 公共・学校図書館向け児童図書の出版。2013年12月26日よりグループ入り。日本児童図書出版協会会員。
- 株式会社角川アップリンク - テレビ情報の取材・原稿作成 テレビ情報誌の編集。2005年9月にムービータイムとして設立。
- 株式会社角川ブックナビ - 書店店頭でのKADOKAWAグループ商材の販売促進メンテナンス業務。2013年3月に設立。
- 株式会社ムービーウォーカー（出資比率87.9%） - 映画電子チケットの販売（ムビチケ）、映画メディアの発行（雑誌「DVD&動画配信でーた」・シネコン館内誌「シネコンウォーカー」）、各種映画関連コンテンツの制作（MOVIE WALKER PRESS）、映画関連の広告宣伝および代理店業。KADOKAWAの連結子会社[15]。
- 株式会社角川大映スタジオ - スタジオレンタル業（映画・CM撮影所）、ポストプロダクション業務、美術製作。2013年4月1日に角川書店から分離設立。日本映像美術協議会正会員。
- グロービジョン株式会社 - 日本語吹替版・日本語字幕製作などのポストプロダクション業務。日本音声製作者連盟正会員、日本ポストプロダクション協会正会員。
- 株式会社動画工房 - アニメ制作会社。2024年にグループ入り。
- 株式会社ENGI（出資比率53.0%） - アニメ制作会社。サミー、ウルトラスーパーピクチャーズとの共同出資会社。
- 株式会社Studio KADAN（出資比率97.5％） - 瀬下寛之を中心とした3DCGアニメーション・VFX制作スタジオ[16]。
- 株式会社レイジングブル - 京田知己を中心としたハイエンドスタジオ
- 株式会社ベルノックスフィルムズ - アニメーション制作事業全般
- 株式会社チップチューン - TV、劇場アニメーションの撮影、3DCG、編集、特殊効果 、各種グラフィックデザイン、2Dアニメーションの企画、制作 、イラストなど。2025年にグループ入り[17]。
- 株式会社角川アーキテクチャ - 株式会社C2プレパラートと共同で新コンテンツ運営とプラットフォーム事業及び「艦これ」事業を運営する合弁会社。「艦これ」関連商品の発売元。
- 株式会社KADOKAWA Kプラス - 韓国コンテンツの版権事業やイベントの企画・制作、番組制作、ファンクラブ運営。2022年よりグループ入り。2022年11月に株式会社TIMO Japanより商号変更。
- 株式会社フロム・ソフトウェア（出資比率69.7%） - ゲームソフトの企画・開発・販売。Sixjoy Hong Kong Limited（テンセント）、ソニー・インタラクティブエンタテインメントとの共同出資会社。2014年5月21日よりグループ入り。コンピュータエンターテインメント協会正会員、コンピュータエンターテインメントレーティング機構会員。
- 株式会社アクワイア - システム開発事業、家庭用ゲームソフト開発および販売事業、CG制作、モーションキャプチャースタジオ事業、スマートフォンゲームアプリの開発及び販売。
- 株式会社Gotcha Gotcha Games - UGC・インディゲーム事業（ツクールシリーズ）。2020年9月にKADOKAWAから分離設立[18]。
- 株式会社角川メディアハウス - アニメ関連事業（放送枠、内容考査など放送局との調整・交渉、製作委員会への参画、TVアニメのプロモーション企画の提案）、広告関連事業、イベント関連事業、事務局運営事業、店舗・施設運営事業、角川武蔵野ミュージアム運営事業。角川トラベル・サービスとして設立。アスカ・エージェンシー、角川エージェンシーを経て現商号に変更。日本音楽出版社協会正会員。
  - 株式会社イエロージャム - 各種イベント制作・運営・グッズの製作販売。カフェ「KadoCafe」レストラン「SACULA DINER」の運営。2023年よりグループ入り。
- 株式会社クールジャパントラベル（出資比率75％） - 旅行企画会社。2017年6月8日に、WILLERと提携して同社が25%の株を保有している。
- 株式会社角川クラフト - 業務支援事業（編集支援業務・データベース業務・電子書籍監修業務・基幹システム登録・変更登録業務・オフィス環境整備業務）、ものづくり事業（コーヒーの焙煎・販売、カフェ運営）、こどもみらい事業（児童クラブの運営を受託）。障がい者雇用の特例子会社。
- 日本映画ファンド株式会社 - 映画製作。
- KADOKAWA HOLDINGS ASIA Ltd. - アジア市場における事業会社を統括する中間持株会社。
  - 台灣角川股份有限公司 - 台湾現地法人。出版事業、グッズ販売。2013年8月22日に台湾国際角川書店から商号変更。
    - BOOKWALKER TAIWAN CO., LTD.  - 『BOOK☆WALKER TAIWAN』の運営。2015年8月に台湾角川とブックウォーカーの共同出資会社として設立。2016年10月に東立出版社、蓋亞文化、聯合發行の出資を受ける。

  - 香港角川有限公司 - 台湾角川の翻訳出版物やグッズの輸入販売[19]。2005年4月に設立。一時期、KADOKAWA INTERCONTINENTAL PUBLISHING (ASIA) LTD.に商号変更していた。
  - 広州天聞角川動漫有限公司（出資比率46.3％） - ライトノベルや文芸小説、画集などの翻訳出版、中国のオリジナルIPの開発・出版。テンセント、湖南天聞動漫伝媒との合弁。出版事業。49%出資子会社。
  - 角川青羽（上海）文化創意有限公司 - 中国国産IPの開発と中国でのメディアミックス展開の推進[20]
  - 株式会社KADOKAWA Global Marketing - 中国市場向けのSNS媒体運営、広告代理、マーケティングサービス提供、越境EC支援、イベント企画運営など。旧株式会社J－GUIDE Marketing
  - KADOKAWA AMARIN COMPANY LIMITED（出資比率49.0％） - タイでのライトノベル・コミックの翻訳出版事業、Eコマース事業（ECサイト「PHOENIX」の運営）、映画配給事業、キャラクターグッズの製造。KADOKAWA HOLDINGS ASIAとタイ出版最大手のAmarin Printing and Publishing Public Company Limitedとの合弁会社[21]。
    - First Page Pro Ltd. - タイでのマンガ・ライトノベルの翻訳出版。2023年12月よりグループ入り[22]。

  - KADOKAWA GEMPAK STARZ SDN. BHD. - マレーシアでのコミック・児童書の出版社[23]。
    - KADOKAWA GEMPAK STATRZ(S) PTE.LTD. - シンガポールでのコミック・児童書等の出版。
- PT PHOENIX GRAMEDIA INDONESIA（出資比率51％） - マンガ・ライトノベルのインドネシア語翻訳出版、関連グッズの販売など。Kompas Gramediaグループの出版・小売部門統括会社PT Gramedia Asri Mediaとの合弁会社[24]
- O’FAN HOUSE Co., Ltd.（出資比率55％） - 文芸・コミック・ライトノベルの韓国語翻訳出版および関連メディアミックス事業全般。BY4M STUDIOとの合弁会社[25]。
- KADOKAWA WORLD ENTERTAINMENT, INC.  - 英語圏マーケティング。旧KADOKAWA PICTURES AMERICA, INC.
  - YEN PRESS, LLC（出資比率51.0％） - 北米における漫画・ライトノベルの英語出版事業。ラガルデールグループのアシェット・リーブルの子会社アシェット・ブック・グループとの合弁会社[26]。Hachette Book GroupのYen Press事業部門から分社化。
  - M12 Media LLC（旧：J-Novel Club LLC） - 北米における日本のライトノベルやマンガの英語翻訳出版ならびにサブスクリプションサービス「J-Novel Club」の提供、「BOOK☆WALKER Global」の運営。2021年4月28日よりグループ入り[27]。は2025年2月1日付で現商号へ変更。
    - JNC Nina GmbH - 日本のライトノベルの電子出版・サブスクリプションサービスのドイツ語・フランス語版のサービス提供[28]

  - ANIME NEWS NETWORK LLC. - アニメニュースサイト「ANIME NEWS NETWORK」の運営。2022年にAnime News Network Inc.のメディア事業の取得の為に設立。少数株主としてクリストファー・マクドナルドとバンダイナムコフィルムワークスも所有[29]。
- VEGA SAS（出資比率51％） - フランス語のコミック・ライトノベルの出版。 Paris傘下のÉditions Dupuis S.A.との合弁会社。Éditions Dupuis S.A.のVEGA事業部門から分社化。
- Edizioni BD S.r.l（出資比率70％） - マンガ・ラノベ等の翻訳出版（レーベル名：J-POP）、海外コミック、イタリア原作マンガ（fumetti）などの制作及び翻訳出版。2025年よりグループ入り[30]。
- Win Graffiti株式会社 - 福祉事業（就労継続支援A型事業、放課後等デイサービス事業、障がい者相談支援事業、障がい児相談支援事業）、鶏卵事業等。
  - 株式会社ハコニワ･ファーム - 鶏卵事業

### 持分法適用関連会社
- 株式会社ドコモ・アニメストア - 40%出資。NTTドコモとの合弁。NTTドコモの連結子会社。NTTドコモのアニメ配信サービス「dアニメストア」の企画・運営、アニメ関連グッズ販売サイトの企画・運営、アニメ作品への出資及びライセンスの許諾。
- パーソルメディアスイッチ株式会社 - パーソルプロセス＆テクノロジー株式会社との合弁会社。30.0%出資。雑誌・コミックス等の企画立案やデザイン、記事作成などの分野においての  人材派遣・人材紹介・制作受託。2008年に角川書店（三代目法人）の子会社「株式会社角川エディトリアル」として設立。2013年7月イマジカデジタルスケープに株式の70%を譲渡し社名に「株式会社イマジカ角川エディトリアル」を変更。2019年4月にパーソルプロセス＆テクノロジーが株式の70%を取得し合弁先を変更。
- 株式会社日本電子図書館サービス - 25%出資。紀伊國屋書店、講談社、大日本印刷、図書館流通センターとの合弁、学校・公立図書館向けの電子書籍貸出サービスの提供。
- 株式会社シー・ピー・エス - 24.6%出資。生協などに書籍及びDVD、CDなどの販売。
- 株式会社プロダクション・エース - 50%出資。アミューズメントメディア総合学院との合弁。AMGグループ。KADOKAWA、声優マネジメント、声優養成所の運営。小・中学生を対象とした声優養成所も運営。旧トライアルプロダクション。
- 株式会社Karaksaメディアパートナー - 34％出資。株式会社ザイマックスとの共同出資会社。フィリピン・インドネシア向けに日本情報WEBメディアを展開。
- スタジオ地図有限責任事業組合
- STUDIO WHITE有限責任事業組合
- 株式会社キネマシトラス - アニメーション制作。2019年12月2日付で31.8%を出資し、持分法適用関連会社となった（なおブシロードも同時に同額を出資している）。
- IZE PRESS, LLC - Yen Pressと韓国REDICE Studioの合弁。韓国ヒット作品の英語版を出版。
- 安利美特股份有限公司（台湾アニメイト） - 台灣角川とアニメイトと農學股份有限公司の合弁。33%出資。

## その他関連法人
- 学校法人角川ドワンゴ学園 - 私立通信制高等学校（N高等学校・S高等学校・R高等学校）、予備校（N塾）、フリースクール（N中等部）、小学生・中学生・高校生向けプログラミング教室（N Code Labo）を運営する学校法人。
- 学校法人日本財団ドワンゴ学園 - オンライン大学（ZEN大学）を運営する学校法人。公益財団法人日本財団と株式会社ドワンゴの提携により設立。
- 一般社団法人日本財団ドワンゴ学園準備会（旧：一般社団法人角川ドワンゴ大学準備会、一般社団法人角川ドワンゴ新学園準備会） - 大学準備法人
- 公益財団法人角川文化振興財団 - 短歌・俳句に関連した書籍・雑誌の出版。

## かつてのグループ企業

### 子会社
- 角川音楽出版株式会社 - 音楽著作権の管理。2018年現在、旧・角川映画関連の音楽著作権は角川メディアハウスが保有している。
- 株式会社角川通商 - ウイスキー「ASUKA」の輸入業。食糧年鑑1986年度版によると1985年に解散し角川春樹事務所酒類部となる。
- HARUKI KADOKAWA, INC. - 1982年7月カリフォルニア州に設立。1989年4月に解散。解散時の役員は角川兄弟、写真室係長、第一勧業銀行出身者の4名。
- KADOKAWA INTERNATIONAL, INC. - 1984年11月ニューヨーク州にて設立。1989年10月にKADOKAWA PRODUCTIONS(U.S.) , INC.と合併。
- KADOKAWA LIQUIDATING CORPORATION - 1987年6月にKADOKAWA PRODUCTIONS(U.S.) , INC.としてカリフォルニア州に設立。1989年10月にKADOKAWA INTERNATIONAL, INC.を吸収合併。1992年2月にKADOKAWA LIQUIDATINGに商号変更。1993年10月にKADOKAWA DISTRIBUTION, INC.と合併。
- KADOKAWA PRODUCTIONS U.S., INC.（初代法人） - 1990年10月にKADOKAWA FILMS, INC.としてカリフォルニア州に設立。1990年10月にKADOKAWA FILMS U.S., INC.に商号変更。1992年2月にKADOKAWA PRODUCTIONS U.S., INC.に商号変更。1993年10月にKADOKAWA DISTRIBUTION, INC.と合併。
- KADOKAWA PRODUCTIONS U.S., INC.（二代目法人）- 1990年1月にKADOKAWA DISTRIBUTION, INC.としてカリフォルニア州に設立。1993年10月にBERYL PRODUCTIONS, INC.、KADOKAWA LIQUIDATING CORPORATION、RUBY CAIRO PRODUCTIONS, INC.、KADOKAWA PRODUCTIONS U.S., INC.を吸収合併し、KADOKAWA PRODUCTIONS U.S., INC.に商号変更。合併したBERYL PRODUCTIONSの前社長は角川春樹氏の長男。1996年3月に解散。
- 株式会社大谷製本 - 製本会社。1999年2月に多摩文庫と合併し解散。
- 株式会社ブックメイト - 出版物の販売営業支援。主婦の友社との共同出資で設立。2002年に提携解消後、主婦の友社に吸収された。
- 株式会社キネマ旬報社 - 映画専門誌「キネマ旬報」の出版。2001年8月に親会社SSコミュニケーションズの買収により角川HDの連結子会社となる。2002年12月にギャガ・クロスメディア・マーケティング（フットノート）に株式の81％を売却し持分法適用会社化。2007年度持分法適用範囲から除外。2008年にキネマ旬報社を存続会社として株式会社フットノートと合併。2017年3月に主力事業をキネマ旬報社（新社）に移管し株式会社ケージェイに商号変更、同年12月解散、2018年3月に特別清算開始。
- 株式会社コオトブックライン - 製本業務。旧社名は多摩文庫。1999年2月に大谷製本を吸収合併し、コオトブックラインに商号変更。2005年10月ビルディング・ブックセンターに吸収合併。
- 株式会社明日香ブックセンター - 書籍の仕分け・改装及び出荷業務。2005年10月に親会社ビルディング・ブックセンターに吸収合併。
- 株式会社明日香エキスプレス - 書籍・雑誌などの輸送業務。2005年10月に親会社ビルディング・ブックセンターに吸収合併。
- 株式会社エースピクチャーズ - 邦画製作と非英語圏映画の輸入、ミニシアター系の配給。1981年に旧日本ヘラルド映画と原正人の共同出資により株式会社ヘラルド・エースとして設立。1995年に角川書店の子会社となり商号変更。1998年4月に株式会社アスミックに吸収合併。
- アスミック・エースエンタテインメント株式会社 - 映画の製作・輸入・配給、映像ソフトの販売、ゲームソフトの企画・販売。1998年4月に住友商事子会社のアスミックと角川書店子会社のエースピクチャーズが合併して発足。1998年の合併当初は株式の49.6%を保有しており角川書店の連結子会社だったが、2002年度に持分法適用会社となり、2010年に角川映画が保有していた株式を全売却した。
  - 株式会社タイクーン - アスミック・エースエンタテインメントのゲーム開発子会社。ドカポンシリーズやドリームキャスト版リングを開発。1998年にアスミック・エースエンタテインメント発足に伴い角川書店の連結子会社化。2002年度親会社の持分法適用会社化に伴い連結範囲から除外。
- 株式会社シネマ・パラダイス - 映画興行。2007年度に清算。
- シネプレックス・アジア株式会社 - 映画興行。旧・日本ヘラルド映画の子会社。2007年度に清算。
- 株式会社トイズワークス - 玩具・ホビー商品の製作。メディアワークスの子会社。2008年10月に株式会社キャラアニに吸収合併。
- 株式会社角川インキュベーション - 2009年8月に設立された角川モバイル（現・ブックウォーカー）と株式会社ムービーゲートの中間持株会社。2009年10月に角川モバイルに吸収合併。
- 株式会社ムービーゲート - 映像配信プラットフォーム「ムービーゲート」の運営。BitTorrent株式会社との合弁会社。2009年10月に角川モバイルに吸収合併。
- KADOKAWA PICTURES USA,INC.（カドカワピクチャーズUSA） - アメリカでの映画の共同製作や映画製作出資、配給権・リメイク権の販売。英語版DVDの発売[31]やBitTorrentでの映画動画配信[32]も行っていた。2009年度に清算。
- 日本バーチャルワールド有限責任事業組合 - 仮想空間情報ポータルサイト「バーチャルワールドウォーカー」の運営。角川デジックス99.9%出資。2009年度に清算。
- 株式会社猿楽庁 - ビデオゲームソフトのチューニング。エンターブレインの子会社だったが、2010年3月にポールトゥウィンが全株式を取得し同社の完全子会社となる。2019年5月1日付でポールトゥウィンに合併し解散。
- ワーズギア株式会社 - 読書端末「Words Gear」の企画・販売、電子書籍配信サイト『最強☆読書生活』・電子コミック販売サイト『最強☆コミック』の運営。2006年に角川モバイル、松下電器産業、東京放送の共同出資で設立[33]。当初は持分法適用会社だったが、2008年度子会社化。2011年1月に角川コンテンツゲート（現・ブックウォーカー）に吸収合併。
- 株式会社インテグラル - 三重県のネット監視会社。株式会社魔法のiらんどの元子会社で2010年3月に角川GHDの連結子会社となるが2011年3月に独立。
- 角川シネプレックス株式会社 - 映画興行会社。2009年1月時点で12のシネマコンプレックスと3のミニシアターを運営。1996年12月に日本ヘラルド映画の子会社ヘラルド・エンタープライズ株式会社として設立。2005年3月に角川HDの連結子会社となる。2013年3月にユナイテッド・エンターテインメント・ホールディングスに譲渡し、シネプレックス株式会社に商号変更した後、6月にユナイテッド・シネマ株式会社と合併し解散。
- 有限会社あすか企画 - 映画「嗤う伊右衛門」製作委員会に参加。2012年度に清算。
- Kadokawa Intercontinental Group Holdings - 2005年に買収した香港等でのシネコン事業、映画配給事業の持株会社。2013年8月に旧Rojam Entertainmentを傘下に持つeSun Holdings Limited（豐德麗控股）に売却。
  - INTERCONTINENTAL FILM DISTRIBUTORS(H.K.)LTD. - KIGHLの子会社。映画配給。
  - INTERCONTINENTAL VIDEO LTD. - KIGHLの子会社。映像ソフトの販売。
  - MULTIPLEX CINEMA LTD. - KIGHLの子会社。映画の興行。
  - PERFECT ADVERTISING & PRODUCTION COMPANY LTD. - KIGHLの子会社。香港映画の広告宣伝業。
  - INTERTAINMENT LTD. - KIGHLの子会社。ウェブサイト運営。
  - INTERCONTINENTAL CONSUMER PRODUCTS LTD. - KIGHLの子会社。映像派生製品の販売。
  - INTERCONTINENTAL INTERACTIVE LTD. - KIGHLの子会社。ゲームソフト等の販売。
  - LAURO GAME ENTERTAINMENT LTD - KIGHLの子会社。ゲームソフトの販売。
  - JESU INTERNATIONAL ENTERTAINMENT LTD. - KIGHLの子会社。映画事業。
  - KADOKAWA INTERCONTINENTAL PUBLISHING LTD. - KIGHLの子会社。出版業。2015年解散。
  - 洲立影藝(深圳)有限公司 - KIGHLの子会社。映画の興行。
  - INTERCONTINENTAL DEVELOPMENT AND SERVICES LTD. - KIGHLの子会社。KIGHLグループ会社管理及び不動産の管理。2013年8月にLai Sun Development Company Limitedに売却。
- KADOKAWA HOLDINGS U.S. INC. - アメリカの投資会社。ドリームワークス等に出資。2004年にKADOKAWA ENTERTAINMENT U.S.INCとして設立。2013年度に清算。
- 株式会社スマイルエッジ - ニコニコ動画の広告代理店。ドワンゴ子会社スカイスクレイパーとして設立後、角川グループホールディングスが株式を取得し子会社化・合弁会社化すると共に商号を変更。KADOKAWAとドワンゴの経営統合に伴い、合弁会社としての役割を終えたことから、ドワンゴの完全子会社となったのち、業務をドワンゴに移管し解散。
- 株式会社ニワンゴ - 「ニコニコ動画」の運営会社。2015年10月にドワンゴに吸収合併され解散。
- 株式会社ebクリエイティブ - 旧エンターブレインの子会社として2006年に設立。雑誌・書籍・映像・ソフトウェアの制作受託業務。2015年11月30日をもって活動休止し、KADOKAWA及びカドカワに事業承継。2016年に清算。
- KADOKAWA Academy Singapore Pte.Ltd. - KADOKAWA Contents Academy株式会社のシンガポール法人。2016年度に清算。
- 株式会社リインフォース - ゲーム情報アプリ『電ファミニコゲーマー』の運営。KADOKAWA、ドワンゴ、ハーツユナイテッドグループとの合弁[34]。2016年8月1日にドワンゴと合併し解散。
- 株式会社スマイルアクス - ゲームの企画・開発事業。2016年5月に株式会社角川ゲームスとの業務提携により子会社化。2017年9月に業務提携を解消。
- 株式会社エンジェル・シネマ - 映画「インストール」「美しい夜、残酷な朝」「疾走」を配給。2018年9月に清算結了。
- 株式会社テクテック - ゲーム「テクテクテクテク」の開発。2018年10月にドワンゴに吸収合併され解散。
- 株式会社大百科ニュース社 - 辞書・辞典サービス「ニコニコ大百科」と記事コンテンツサービス「ニコニコニュース」を運営会社。2019年6月にドワンゴに吸収合併され解散。
- 株式会社リド - バーチャルアニメの制作、放映及び配信事業。ドワンゴ・KADOKAWA・カラー・インクストゥエンター・アソビシステムの5社による出資会社。2019年に解散。
- 株式会社MAGES. - ゲーム事業（5pb.Games）、映像･音楽事業（5pb.Records）、タレントマネジメント事業（アミュレート）、声優の育成所（SAY YOU LAB）の運営、番組制作事業、店舗事業。2006年7月に株式会社AG-ONEとして設立。2011年7月に5pb.と合併し、現商号に変更。志倉千代丸が代表を務める株式会社CHIYOMARU STUDIOがマネジメント・バイアウトを行いグループから離脱[35]。2020年4月にコロプラの子会社となる。
  - 株式会社MAGES.Lab - MAGES.の子会社。モバイルアプリ・ゲームの開発及び運営。2016年7月に株式会社クリアーツとして設立。2018年6月に現商号に変更。グループから離脱後2020年12月株式会社シキラボに合併し解散。
- 株式会社K’s Lab - レストランINUAの運営会社。2021年4月に清算結了。
- 広州天聞角川動漫産業投資組合企業（有限組合）
- 株式会社トリスタ - マンガ投稿サービス『ニコニコ漫画』、読書管理サービス『読書メーター』の運営。2021年10月に株式会社ブックウォーカーへ吸収合併。
- Anjung Taipan SDN.BHD. - 2015年11月よりグループ入り。
- GEMPAK STARZ SDN.BHD. - 2015年11月よりグループ入り。
- Art Square Creation SDN.BHD. - 2015年11月よりグループ入り。
- Art Square Holdings SDN.BHD. - 2015年11月よりグループ入り。
- 株式会社エイティーエックス - エンドユーザ向けコンピュータシステムの受託開発。2010年6月よりグループ入り。2021年10月に株式会社KADOKAWA Connectedへ吸収合併。
- 株式会社角川ゲームス - 2009年4月1日設立。ゲームソフトの企画・開発・販売。コンピュータエンターテインメントレーティング機構会員。2022年6月Dragami Gamesに一部事業を譲渡。2023年3月に清算結了。
- KCA Japan株式会社 - 海外コンテンツ・スクール事業。株式会社滋慶と海外需要開拓支援機構との合弁会社。 2013年10月KADOKAWAの100%子会社「KADOKAWA International Edutainment株式会社」として設立、2014年6月「KADOKAWA Contents Academy株式会社」に商号変更、2015年4月期海外需要開拓支援機構他を割当先とした第三者割当増資を実施、2021年3月期滋慶を割当先とした第三者割当増資により連結子会社から持分法適用関連会社に異動。2023年4月KCA Japan株式会社に商号変更。2024年4月に株式の売却により、持分法適用の範囲から除外、2024年4月現在は株式会社滋慶の完全子会社
  - 創羽國際動漫股份有限公司 - 2014年1月「台灣角川國際動漫股份有限公司」として設立、2014年9月台湾台北にて「角川国際動漫教育」を開校、併せて漫画・キャラクターデザイン等の2D及び3Dアニメーションの制作部門を設立[36]、2021年3月期親会社の第三者割当増資により連結子会社から持分法適用関連会社に異動、2023年5月創羽國際動漫股份有限公司に商号変更。
  - KADOKAWA CA (THAILAND) CO.,LTD. - KADOKAWA Contents Academyのタイ校『KADOKAWA Animation and Design School』の運営。KADOKAWA Contents Academyの子会社として設立、2021年3月期親会社KADOKAWA Contents Academyの第三者割当増資により持分法適用関連会社に異動、2023年3月持分法適用関連会社から除外。2023年4月KADOKAWA Consulting (Thailand) Co., Ltd.を合併しKCA Creative (THAILAND)CO.,LTD.に商号変更。
  - KADOKAWA Consulting (Thailand) Co., Ltd. - タイでの3DCGアニメーションやVtuberの開発・制作。3DCG制作スタジオ『KADOKAWA STUDIO BANGKOK』を運営[37]。KADOKAWA Contents Academyの子会社として設立、2021年3月期親会社KADOKAWA Contents Academyの第三者割当増資により持分法適用関連会社に異動、2023年3月持分法適用関連会社から除外。2023年4月KADOKAWA CA (THAILAND) CO.,LTD.へ吸収合併[38]。
- 我傳媒科技股份有限公司 - 旅行・グルメ情報のデジタルプラットフォーム「WalkerLand」の運営。台灣角川と台湾のゲーム会社遊戲橘子數位科技股份有限公司（Gamania）との合弁会社として設立。2023年7月Gamaniaが出資している今日傳媒股份有限公司へ譲渡。
- 株式会社ところざわサクラタウン - 埼玉県所沢市和田にあった所沢浄化センター跡地に、KADOKAWAが製造・物流の拠点および図書館・美術館・博物館を融合した施設「ところざわサクラタウン」を作るため2015年に設立した企画準備会社（今のところ、所在地はKADOKAWAと同じ千代田区富士見にある）。アニメツーリズム協会会員。2024年3月に清算結了。
- 株式会社キッズネット - 角川書店の子会社「株式会社アイネットワーク」として設立。2001年に角川出版事業振興基金信託の増資を受け入れ持分法適用会社となる[39]。2003年にアップフロントエージェンシーとの共同出資会社（21.2%出資の持分法適用会社）「株式会社キッズネット」に改組[40]。過去にバップを販売元として音楽CDを発売やショップ「ミュージックキャラクション」の開設[41]、出版業務、声優の育成・マネジメント業務、音楽著作権の管理などを行っていた。2024年10月8日に清算結了
- Kadokawa Holdings U.S. In Hong Kong Ltd. - 中国シネコン事業の統括会社。2024年度に清算。
- 株式会社ブックウォーカー - 電子書籍取次事業、電子書籍ストア事業（BOOK☆WALKER、BOOK☆WALKER Global）、メディア事業（ニコニコ漫画、読書メーター）、プラットフォーム事業（NTTドコモの「dマガジン」「dブック」のシステム開発・運用等）。2005年12月1日に角川モバイルとして設立。2009年10月1日にムービーゲート、角川インキュベーションを吸収合併して角川コンテンツゲートに商号変更、2011年1月1日にワーズギアを吸収合併、2012年7月1日に現商号に変更、2011年10月に株式会社トリスタを吸収合併。2025年4月に株式会社ドワンゴと吸収合併。
- 株式会社KADOKAWA Connected - ICT・業務コンサルティング、システム設計・構築・運用、クラウドサービス、Bigdataサービス。2021年10月に株式会社エイティーエックスを吸収合併。2025年4月に株式会社ドワンゴと吸収合併。

#### 現：(株)KADOKAWAへの吸収合併により解散した法人
- 株式会社キャラアニ - EC販売サイトの運営、キャラクターグッズの制作・販売、ゲームソフトの企画・制作、イベント事業。旧キャラクター・アンド・アニメ・ドット・コム。2008年10月に株式会社トイズワークスを吸収合併。2022年1月KADOKAWAへ吸収合併。

#### 現：(株)KADOKAWA KEY-PROCESSへの吸収合併により解散した法人
- 株式会社角川春樹事務所 - 1989年4月に角川春樹他の出資の初代法人を、1993年3月に二代目法人を角川書店（初代法人）へ吸収合併。映画製作、テレビドラマの企画、ビデオグラムの製作・発売。1978年から1986年まで芸能マネジメントを行っており、薬師丸ひろ子、原田知世、渡辺典子、原田貴和子、野村宏伸が所属。1985年から1987年まで札幌市で映画館「角川シアター」を運営[42]。
  - 株式会社角川レコード - 1985年角川春樹事務所へ吸収合併。
  - 株式会社角川ビデオ - 少年ケニヤ等の角川映画の映像ソフト（VHS・β）を製作。1985年角川春樹事務所へ吸収合併。
- 株式会社富士見書房 - 出版社[注 2]。1991年3月に初代法人を、2013年10月に二代目法人を角川書店（KADOKAWA）へ吸収合併。
- 株式会社角川興産 - 1992年2月に角川書店（初代法人）へ吸収合併。
- 株式会社角川メディアオフィス - 角川書店の編集業務会社。1993年3月に角川書店（初代法人）へ吸収合併。ほぼ全員が退職し、メディアワークスの設立に参加。
- 株式会社ザテレビジョン - 角川書店の編集業務会社。1993年3月に角川書店（初代法人）へ吸収合併。同社から井川浩、福田全孝、太田修、井上伸一郎など角川書店役員を輩出。
- 株式会社角川書店流通センター - 1994年12月に角川書店（初代法人）へ吸収合併。
- 株式会社角川オーバーシーズ - 2005年7月に角川エンタテインメントから分割型新設分割により海外投資管理会社として設立。2006年2月に角川ホールディングスへ吸収合併。
- 株式会社角川グループパブリッシング - 出版物の販売会社。2003年4月に角川書店（初代法人）の会社分割より角川書店（二代目法人）として設立。2012年7月に角川出版販売を吸収合併。2013年4月1日に吸収合併。
  - 角川出版販売株式会社 - 2002年7月に角川書店の出版販促子会社として角川ブックサービス設立。2003年10月に角川書店の出版販売促進部門を統合し、角川出版販売に商号変更。2012年7月に角川グループパブリッシングに吸収合併。
- 株式会社角川書店（三代目法人） - 出版（発行会社）、アニメ・ゲーム製作、映画の企画製作・輸入・配給、映像パッケージ販売、スタジオ運営会社。2007年1月に角川書店（二代目法人）の新設分割より設立。2011年1月1日に角川映画株式会社を吸収合併し、「角川映画」は角川書店が管理する映像事業ブランドとなる。2013年10月にKADOKAWAに吸収合併。
  - 角川映画株式会社 - 映画の製作・輸入・配給、映像パッケージ販売、スタジオ運営会社。2002年に大映から営業権を取得し、角川大映映画として設立。2004年にトスカドメインを吸収し、角川映画に商号変更。2006年に角川ヘラルド・ピクチャーズを吸収合併し、角川ヘラルド映画に商号変更。2007年再び角川映画に商号変更。2009年に角川エンタテインメントと合併。2011年に角川書店（三代目法人）へ吸収合併。
    - トスカドメイン株式会社 - テレビドラマを中心とした映像制作会社。1999年4月に角川書店と東芝の折半出資によって設立され、同年5月に日本テレビ放送網、東京放送、フジテレビジョン、全国朝日放送、テレビ東京、日本衛星放送、電通、IMAGICA、アスミック･エース エンタテインメントが出資[43]。2003年に株式交換により完全子会社化。2004年角川大映映画に合併。
    - 株式会社角川ヘラルド・ピクチャーズ - 映画の輸入・配給会社。1996年にヘラルドグループによってヘラルド・エステートとして設立され、同年10月に日本ヘラルド映画に商号変更。2002年9月から2005年7月まで株式を上場。2005年に株式交換により完全子会社になる。同時に角川ヘラルド・ピクチャーズに商号変更。2006年に角川映画に合併。
    - 株式会社角川エンタテインメント - 映像パッケージ（DVD）の販売会社。2004年設立、2009年に角川映画と合併し解散。
- 株式会社角川学芸出版 - 出版社（発行会社）。1986年に角川書店の編集業務会社飛鳥企画として設立。2003年に角川学芸出版へ商号変更し、出版業務を開始。2013年10月にKADOKAWAに吸収合併。
- 株式会社アスキー・メディアワークス - 出版社[注 3]。1992年10月に角川歴彦がメディアワークスとして設立。2002年10月に角川書店の完全子会社となる。2008年4月にアスキー（二代目法人）を吸収合併し、アスキー・メディアワークスに商号変更。2011年1月に株式会社魔法のiらんどを吸収合併。2013年10月にKADOKAWAに吸収合併。
  - 株式会社アスキー（二代目法人） - 出版社[注 4]。1991年アストロアーツとして設立。2002年にアスキー（二代目法人）に商号変更。2004年に角川HDの傘下に入る。2008年4月にメディアワークスと合併し解散。
  - 株式会社魔法のiらんど - 携帯コミュニティサイト「魔法のiらんど」の運営。1989年に谷井玲が、ティー・オー・エスとして設立。2006年魔法のiらんどに商号変更。2010年にアスキー・メディアワークスの子会社となる。2011年にアスキー・メディアワークスに吸収合併。
- 株式会社エンターブレイン - 出版[注 5]・ゲーム事業会社。1987年に米国ベストロン社の日本法人ベストロン映画株式会社として設立[44]。1990年にアスキーの買収によりアスキーベストロン映画株式会社となり、1991年にアスキー映画株式会社、1997年にアスキービジュアルエンタテインメントへ商号変更。2000年に旧・アスキーのエンターテイメント系出版事業を譲受け、エンターブレインに商号変更。2004年に角川HDの傘下に入る。2010年10月1日付で親会社の株式会社メディアリーヴス（旧・アスキー（初代法人））を吸収合併。2011年3月1日付で株式会社角川マガジンズ（初代法人）を吸収合併。2013年10月1日、KADOKAWAに吸収合併。2015年4月1日付でエンターブレインのゲームメディア関連事業、マーケティングリサーチ事業をKADOKAWA・DWANGO（現・KADOKAWA）に移管。
  - 株式会社メディアリーヴス - 中間持株会社。1977年にアスキー出版として創業。1982年にアスキーに商号変更。1989年9月から2002年9月まで株式を上場。2002年にメディアリーヴスに商号変更し、アスキー（二代目法人）とエンターブレインの純粋持株会社となる。1999年にCSKの子会社に、2002年にユニゾン・メディア・パートナーズの子会社に、2004年に角川HDの子会社となる。
  - 株式会社角川マガジンズ（初代法人） - 雑誌CDでーた、DVDでーた、花時間の発行会社。2007年角川書店（二代目法人）雑誌事業部の会社分割により設立。2011年にエンターブレインに合併され解散。
- 株式会社角川マガジンズ（二代目法人） - 出版（発行会社）・広告・ウェブサイト運営会社。2007年1月に角川マガジンズ（初代法人）と角川・エス・エス・コミュニケーションズの中間持株会社角川マガジングループとして設立。2008年4月に角川マーケティング（初代）に社名変更し、角川ザテレビジョンと角川クロスメディアの親会社となる。2009年3月1日に角川メディアマネジメントに社名変更。2010年4月1日付けで角川マーケティング（二代目法人）を吸収合併し、出版・IT・広告・通販事業を行う事業持株会社角川マーケティングに社名変更。2011年1月1日に角川・エス・エス・コミュニケーションズを吸収合併。同年7月1日に角川マガジンズ（二代目法人）に社名変更。2013年10月にKADOKAWA（初代法人）へ吸収合併。
  - 株式会社角川・エス・エス・コミュニケーションズ - 出版社[注 6]。1983年に西武流通グループとタイムの合弁会社西武タイムとして設立。1990年にSSコミュニケーションズに商号変更。2001年に、角川書店が西友から株式を取得し、角川書店の子会社となる。2005年に角川・エス・エス・コミュニケーションズに商号変更。2011年に角川マーケティングに吸収合併。
  - 株式会社角川マーケティング（二代目法人） - 出版（発行会社）・IT・広告・通販事業会社。2006年に角川書店（二代目法人）の会社分割によりテレビ情報事業を行う角川ザテレビジョンとして設立。2006年に角川インタラクティブ・メディアを合併、2009年に角川クロスメディアと合併し、角川マーケティング（二代目法人）に商号変更。
    - 株式会社角川インタラクティブ・メディア - 情報のデジタルデータベース化を行う会社として、角川書店、住友商事、東芝、トランスコスモス、主婦の友社の出資によって設立。2006年に角川ザテレビジョンに吸収合併。
    - 株式会社角川クロスメディア - 出版社（発行会社）・ウェブサイト運営会社。2006年に角川書店（二代目法人）より都市情報事業が分割され設立。2006年にウォーカープラス及び角川書店北海道を合併。
      - 株式会社ウォーカープラス - 角川書店、米チケットマスター・オンライン・シティサーチ社、ジェーシービー、住友商事、トランス・コスモス、主婦の友社の出資によって地域ポータルサイトの運営会社ウォーカープラス・ドット・コムとして設立[45]。2006年に角川クロスメディアに吸収合併。
      - 株式会社角川書店北海道 - 出版社（発行会社）。角川書店100%子会社として2000年設立、2006年に角川クロスメディアに吸収合併。
- 株式会社角川プロダクション - 2007年4月にグループの権利販売を集約するために、角川GHD、角川書店、メディアワークス、エンターブレイン、角川映画、富士見書房の出資によって設立。2013年10月にKADOKAWA（初代法人）へ吸収合併。吸収合併後はIP事業統括本部IPマネージメント本部に移行。
- 株式会社中経出版 - 出版社[注 7]。2009年4月7日付で角川GHDが、わかつき別邸事業を会社分割（資本独立）された上で株式を取得し子会社化。2009年10月に樂書舘を合併。2013年4月1日付で株式会社新人物往来社を合併。出版事業ではブランドカンパニー化まで独自のISBNコードを保持していた。2013年10月にKADOKAWA（初代法人）へ吸収合併。
  - 株式会社樂書舘 - 2001年4月、中経出版の自費出版事業を行う子会社として設立。2009年10月に中経出版と合併し解散。
  - 株式会社新人物往来社 - 出版社[注 8]。2008年に中経出版がチェリオコーポレーションの菅春貴から新人物往来社の出版事業の営業権を取得。2009年10月に姉妹会社の荒地出版社を吸収合併。
    - 株式会社荒地出版社 - 出版社[注 9]。早川書房出身の翻訳家伊藤尚志が創業。 2009年10月に新人物往来社と合併し解散。
- 株式会社メディアファクトリー - 出版[注 10]・映像・音楽・玩具事業会社。1986年にリクルートの書籍出版部門が分離する形でリクルート出版として設立。1991年にメディアファクトリーに社名変更。2011年11月に角川グループ傘下となる。2013年10月にKADOKAWA（初代法人）へ吸収合併。
- 株式会社Walker47 - スマートフォン向け地域情報メディアサービス「Walker47」の提供。2014年3月にKADOKAWA（初代法人）の会社分割より設立。2015年3月にKADOKAWA（初代法人）へ吸収合併。
- 株式会社KADOKAWA KEY-PROCESS（初代法人） - 出版物のプリプレス業務・電子書籍制作。2023年12月1日にKADOKAWA Future Publishingへ吸収合併[46]。

### 持分法適用関連会社
- 株式会社ジパング・アンド・スカイコミュニケーションズ - CS-PCM音声放送事業者。TBS、角川書店他との共同出資でピーシーエムジパングコミュニケーションズとして設立。1994年4月にTBSから株式を取得し角川書店が筆頭株主となる。1994年10月にニッポンミュージックコングレス株式会社を吸収合併しジパング・アンド・スカイコミュニケーションズに商号変更。1996年10月1日にミュージックバードと合併し解散。
- 株式会社イーブックマニュファクチュアリング - 40.0%出資会社。2002年度清算。あかつきBP等との共同出資。
- 株式会社メガポート放送 - CS放送に配信する日本映画専門チャンネルを運営。設立当初は20%出資していた。2005年度売却。2005年10月日本ビーエス放送と合併。
- ユナイテッド・シネマ株式会社 - 映画興行会社。住商グループ傘下で角川グループが20%出資していたが、2006年度保有株式を売却。2013年6月に旧・角川シネプレックスと合併。現在はローソングループ。
- WALKER ASIA ENTERTAINMENT PTE., LTD. - シンガポールでの動画の配信。36.6%出資の持分法適用会社。2007年度清算。
- 株式会社BBB - VODコンテンツの配信。角川映画18.2%出資会社。2008年3月に売却。現在はCCCグループ。
- BitTorrent株式会社 - BitTorrent Inc.日本法人。20.7%出資会社。2009年度売却。
- 株式会社ソネット・カドカワ・リンク - 地域情報動画サイト「街ログ」を運営。ソネットエンタテインメント、DAサーチ&リンクとの合弁、43.5%出資の持分法適用会社。2010年4月、ソネットエンタテインメントに事業譲渡し保有株式も売却。
- 株式会社角川ジェイコム・メディア - エリア情報フリーマガジン「J:COM Walker」を刊行。ジュピターテレコムとの合弁で50%出資の持分法適用会社として設立。2010年6月に清算。
- プロジェクトレヴォリューション有限責任事業組合 - 株式会社富士見書房とブロッコリーとの共同開発事業。2010年2月に清算。
- 株式会社早稲田総研クリエイティブ - 16.7%出資会社。2010年度持分法適用範囲から除外。出版業。
- 株式会社アミューズメントメディア総合学院 - 15.1%出資会社。2010年度持分法適用範囲から除外。
- 日本映像振興株式会社 - 映画の普及。25.0%出資会社。2011年度清算。
- 株式会社国際魚食研究所 - 魚食文化の普及。23.8%出資会社。2011年度売却。
- NTTプライム・スクウェア株式会社 - クラウド型コンテンツの配信事業。NTTグループとの合弁で設立。当初は20.8%持分法適用会社だったが、2012年度持分法適用範囲から除外。2013年11月に解散。
- RISING CAPITAL HONG KONG LTD. - 40.0%出資会社。香港での飲食業。2012年度清算。
- 株式会社ティー・ゲート - 2008年3月、角川マガジンズと近畿日本ツーリストとの合弁として設立。インターネット・モバイルを通じた旅行商品紹介サイト「旅の発見」の運営。45%出資の持分法適用会社だったが、2013年に合弁解消。
- CRYSTAL SHINE LTD. - 30.0%出資会社。2013年度売却。香港での映画の興行。
- FAMOUS STAR INVESTMENT LTD. - 20.0%出資会社。2013年度売却。香港での飲食業。
- 株式会社中国物語 - 25.0%出資会社。2015年度持分法適用範囲から除外。
- 有限会社空想科学研究所 - 16.7出資会社。2015年度持分法適用範囲から除外。
- 株式会社バカー - ドワンゴとカラーの共同出資会社。連載型ゲーム配信サイト「ゲームマガジン」及び連載型ゲーム配信アプリ「ゲーマガ」の運営、コンテンツの開発およびメディアミックスを含む国内外展開。2019年10月にMBO。
- 日本映画放送株式会社 - 16.7%出資会社。フジ・メディア・ホールディングスの持分法適用関連会社。映画の放送事業。2020年2月に全株式をフジサンケイグループ及びフジネットワークの企業に譲渡。
- HEMISPHERE MOTION PICTURE PARTNERS Ⅰ, LLC - 25.0%出資。東宝の持分法適用関連会社。
- HEMISPHERE MOTION PICTURE PARTNERS Ⅱ, LLC - 25.0%出資。東宝の持分法適用関連会社。
- 株式会社LOGIC&MAGIC - モーションキャプチャスタジオ事業・アニメ制作/番組制作事業・ARライブ制作。2019年11月1日ドワンゴの分社により設立。ドワンゴの元役員太田豊紀に株式を売却し、持分法適用関連会社となった。2022年3月期株式の売却により持分法適用の範囲から除外。
- PAGE-TURNER有限責任事業組合 - 金城一紀とKADOKAWAによる有限責任事業組合[47]
- 新華角川影業(香港)集團有限公司[Sun Wah Kadokawa (Hong Kong) Group Ltd.] - 新華集団（Sun Wah Group）との合弁でKADOKAWAグループが45%出資。子会社の北京新華環球管理有限公司を介して中国でシネマコンプレックス運営していた[48]。

## 角川家の関係企業
- 有限会社あすかインベストメント - 角川歴彦氏（KADOKAWA前会長）の資産管理会社。同氏の妻が代表取締役を務めている。旧商号は有限会社角川インベストメント。KADOKAWAグループの株式会社ムービーウォーカーに出資している。
- 株式会社角川春樹事務所（1995年9月設立） - 1995年9月、角川書店元社長の角川春樹が「株式会社K＆Dエンタープライズ」として設立。「株式会社ハルキ・コミュニケーション」への商号変更を経て1996年末に株式会社角川春樹事務所（1995年4月設立の法人）を吸収合併。同日付で商号を「株式会社角川春樹事務所」に変更した。
- 株式会社幻戯書房 - 角川源義（角川書店創業者）の長女で、春樹・歴彦の姉である辺見じゅんによって設立。一時期、角川春樹が会長を務めていた。
- 角川キッズラボ株式会社 - 角川春樹の娘である角川慶子が設立。保育園の運営、ベビーシッターの派遣を行っていた。
- 夢企画 - 角川春樹の3番目の妻である角川清子が2003年に設立。芸能プロダクション。

## KADOKAWAグループ出身者によって設立された企業
- 幻冬舎 - 元取締役編集部長の見城徹、小玉圭太、石原正康、舘野晴彦、米原一穂、斉藤順一が株式会社角川書店（現・KADOKAWA KEY-PROCESS）を退職して設立。
- オーバーラップ - 永田勝治・山下善久・岩﨑篤史がメディアファクトリー（現・KADOKAWA KEY-PROCESS）を退職して設立。
- TOブックス - 角川書店（現・KADOKAWA KEY-PROCESS）出身の本田武市と柴田維が設立。
- 朔出版 - 角川書店（現・KADOKAWA KEY-PROCESS）月刊「俳句」元編集長の鈴木忍が設立。
- ストレートエッジ - 株式会社KADOKAWA（現・KADOKAWA KEY-PROCESS）を退職した三木一馬が設立。KADOKAWAの編集プロダクション業務を受託している。
- アストロアーツ - アストロアーツ（現・KADOKAWA KEY-PROCESS）から同社社長の大熊正美が営業権を継承した会社。KADOKAWAに雑誌・ムックの販売業務を委託している。
- FABTONE - メディアファクトリーの音楽レーベル「FABTONE RECORDS」担当の寿福知之がKADOKAWA（現・KADOKAWA KEY-PROCESS）を退職して設立、メディアファクトリーの一部音楽レーベルを継承。
- Dragami Games - 角川ゲームスから同社代表取締役社長の安田善巳並びに同社取締役の冬野智が独立して設立、2022年6月角川ゲームスの一部事業を会社分割し継承した上で株式会社エクストリームの子会社となる[49]。